# 平社直樹
平社 直樹（ひらこそ なおき、Naoki Hirakoso、1974年 9月18日-  ）は日本のデザイナー。東京都生まれ。東京藝術大学美術学部デザイン科卒業。

## 略歴
1974年東京都生まれ。東京藝術大学美術学部デザイン科卒業。株式会社リビングデザインセンター勤務の後フリーランス。2004年から拠点をイタリア・ミラノへ移す。ミラノにてGIBAを結成。Salone del mobile Satelliteへ出展するなど活動。2006年帰国、拠点を東京に移す。国内外の様々なプロジェクトへ 積極的に参加・活動している。
2009年より大学の同窓生、俳優・伊勢谷友介が立ち上げたリバースプロジェクトへ参画。